# Neogeomyza stenoptera
Neogeomyza stenoptera är en tvåvingeart som först beskrevs av Elisabeth K. Stuckenberg 1971.  Neogeomyza stenoptera ingår i släktet Neogeomyza och familjen lövflugor.
Artens utbredningsområde är Madagaskar. Inga underarter finns listade i Catalogue of Life.